# Cupola triangolare elongata
In geometria solida, la cupola triangolare elongata è un poliedro di 15 facce appartenente alla famiglia delle cupole elongate, che può essere costruito, come intuibile dal suo nome, allungando una cupola triangolare attraverso l'aggiunta di un prisma esagonale alla sua base.

## Caratteristiche
Come detto, questo solido fa parte della famiglia delle cupole elongate; nel caso in cui tutte le sue facce siano poligoni regolari, la cupola triangolare elongata diventa uno dei 92 solidi di Johnson, in particolare quello indicato come J18, ossia un poliedro strettamente convesso avente come facce dei poligoni regolari ma comunque non appartenente alla famiglia dei poliedri uniformi.

## Formule
Considerando una cupola triangolare elongata avente come facce dei poligoni regolari aventi lato di lunghezza {\displaystyle a}, le formule per il calcolo del volume {\displaystyle V} e della superficie {\displaystyle A} risultano essere:
{\displaystyle V={\frac {a^{3}}{6}}\left(5{\sqrt {2}}+9{\sqrt {3}}\right)\approx 3,77659\ldots a^{3};}
{\displaystyle A=a^{2}\left(9+{\frac {5{\sqrt {3}}}{2}}\right)\approx 13,3301\ldots a^{2}.}

## Poliedro duale
Il poliedro duale della cupola triangolare elongata è un poliedro avente 6 facce a forma di triangolo isoscele, 3 a forma di rombo e 6 a forma di quadrilatero irregolare.
| Poliedro duale | Sviluppo piano del duale |
| -------------- | ------------------------ |
|                |                          |

## Poliedri e tassellature dello spazio correlati
La cupola triangolare elongata può formare una tassellatura dello spazio completa se utilizzata assieme a tetraedri e piramidi quadrate.